# Сфинксы на Университетской набережной
Сфинксы на Университетской набережной — скульптуры зооморфных мифических существ (сфинксов), находящихся на Университетской набережной в городе Санкт-Петербург.
Древнеегипетские сфинксы на Университетской набережной в Санкт-Петербурге появились в разгар египтомании в Европе.

## Описание

### Сфинксы Аменхотепа III
Две скульптуры антропо-зооморфных существ с телом льва и головой человека воплощают мифических существ Древнего Египта — сфинксов.
Они были созданы в XIV веке до н. э. во времена правления фараона XVIII династии Аменхотепа III. Этот период ознаменовался расцветом древнеегипетского искусства, и сфинксы являются значимым памятником данной эпохи.
Скульптуры выполнены из розового асуанского гранита и отличаются высоким качеством работы художника. Они также выделяются колоссальными размерами: каждая из них весит 23 тонны и имеет 5,24 метра в длину и 4,50 метра в высоту.
Моделировка лиц сфинксов мягкая, глаза и губы проработаны. Лица сфинксов юны, их глаза имеют миндалевидную форму, а губы сложены в загадочную, едва уловимую улыбку.
На головах сфинксов надеты царские платки-клафты, на лбу к ним крепятся уреи, сверху их венчают двойные короны па-схемти. На подбородках ритуальные бороды, которые «крепятся» к ушам искусно вырезанными ленточками. На груди и плечах сфинкса расположено широкое ожерелье усех, внешний край которого отделан бусинами. На лопатках спину и переднюю поверхность груди, плеч и предплечий покрывает имитация попоны из плиссированной ткани. Черты львиных тел гибки и изящны. Массивный хвост загнут вокруг правого бедра.
На груди, меж передних лап сфинксов и по всему периметру плинтов памятников вырезаны иероглифические надписи с краткой титулатурой Аменхотепа III, большая часть которых хорошо сохранилась.
Накладные бороды у сфинксов отбиты ещё в древности после смерти фараона.
Исследователями петербургские сфинксы считаются одними из лучших портретов Аменхотепа III. Они, вероятно, сделаны тем же мастером, что и колоссальная голова из розового гранита, найденная в Ком-эль-Хеттан в 1957 году и хранящаяся в Луксорском музее. Петербургских сфинксов сравнивают с другими сфинксами Аменхотепа III: фаянсовой крылатой статуэткой из Каирского музея, голубой статуэткой из Метрополитен-музея, головой из Археологического музея в Загребе, сфинксом из глазурованного стеатита из Музея Виктории и Альберта, сфинксами из Египетского музея в Турине и дворца Диоклетиана.

### Пристань
Пристань имеет длину 42 метра и частично врезана внутрь набережной. Она имеет 14 ступенек к воде. При этом через 6 ступенек от набережной расположена площадка, по краям которой помещены две скамьи полукруглой формы, торцы которых украшены бронзовыми фигурами крылатых львов (грифонов). Спуск с набережной предваряют по краям колонны бронзовых светильников-жирандолей, которые благодаря своему папирусовидному облику органично воспринимаются как дополнение к египетской пристани. Сфинксы установлены на двух мощных гранитных постаментах по краям от лестницы. На их обращённой к Академии художеств стороне высечена надпись: «СФИНКСЪ / ИЗЪ ДРЕВНИХЪ ѲИВЪ ВЪ ЕГИПТѢ. / ПЕРЕВЕЗЕНЪ ВЪ ГРАДЪ СВЯТАГО ПЕТРА / ВЪ 1832 ГОДУ».

## История памятников и перенос их в Петербург
Сфинксы были выполнены для оформления Поминального храма Аменхотепа III, построенного при жизни фараона в Фивах, на западном берегу Нила. Изначально они стояли в перистильном дворе. Руины этого храма сегодня составляют археологическую зону Ком эль-Хеттан.
После египетского похода Наполеона Бонапарта Европу охватила египтомания. В стране начались многочисленные археологические изыскания.
В 1820-х годах в районе древних Фив вёл раскопки греческий авантюрист и искатель древностей Янис (Янни) Атанази, работавший на британского консула Генри Солта. В 1825 году он обнаружил недалеко от так называемых Колоссов Мемнона две скульптуры сфинксов из розового гранита. В ходе своей экспедиции эти статуи осмотрел Жан-Франсуа Шампольон. 20 июня 1829 года в письме своему брату он описал одного из сфинксов, отметив его прекрасную сохранность и высокие художественные качества. В более позднем письме он упомянул уже две скульптуры, описав их как «восхитительных», «самой совершенной работы» сфинксов, а также идентифицировав в них портреты Аменхотепа III.
Графические зарисовки сфинксов были выполнены художником Джозефом Бономи Младшим. Причём одна из них изображает сфинкса в момент его раскопок у подножия баз упавших колонн перистиля храма Аменхотепа III. Некоторые из этих рисунков были помещены в книгу Джеймса Бёртона «Excerpta Hieroglyphica» (1825—1828). Позднее изображения сфинксов были также включены археологом Приссом д’Авенн в его работу «История египетского искусства» (1868—1877).
Шампольон хотел приобрести сфинксов, однако не смог найти достаточно средств. Хотя скульптуры отличались высокими художественными качествами, процесс их продажи затянулся. Чтобы ускорить его, одного из сфинксов отправили в Александрию. Процесс транспортировки скульптуры зарисовал художник в экспедиции Шампольона Нестор Л’От. На рисунке сфинкс помещён на платформу, которую тянет несколько десятков человек, на заднем плане видны фиванские скалы и руины храма (вероятно Рамессеума).
В 1830 году в Александрии сфинкса увидел Андрей Муравьёв, который после Русско-турецкой войны (1828—1829) отправился в путешествие по «святым местам». Изваяние произвело на него столь сильное впечатление, что он незамедлительно написал в Константинополь (Египет тогда входил в Османскую империю) российскому послу Александру Рибопьеру с предложением купить сфинксов за 100 тысяч франков, приложив к посланию рисунки скульптур. Последний перенаправил письмо вице-канцлеру графу Карлу Нессельроде, чтобы тот испросил разрешения столь дорогой покупки у императора. Николай I в то время был с визитом в Пруссии, поэтому корреспонденция сильно задержалась. Но в итоге император прочёл письмо и отправил запрос в Академию художеств о целесообразности приобретения.
В это время под влиянием Европы египтомания уже активно развивалась и в России. В 1826 году в Санкт-Петербурге был открыт так называемый Египетский мост, а в 1829 году в Царском Селе возвели Египетские ворота. В 1826 году в Кунсткамере открылся «Египетский музеум». Президент Академии художеств Алексей Оленин тоже увлекался египтологией и на вопрос императора ответил утвердительно. Его ответ Николаю I был направлен обратно в Пруссию, где наконец согласие было получено.
К моменту разрешения бюрократических сложностей в России скульптуры сфинксов уже были проданы во Францию. Однако Июльская революция сорвала сделку. В результате Россия смогла приобрести сфинксов за сумму в 64 тысячи рублей. При этом перевозка скульптур из Александрии в Санкт-Петербург обошлась казне ещё в 18 или 28 тысяч рублей. Во время погрузки на борт корабля «Буэна Сперанца» одна из скульптур рухнула, в результате чего повредился платок на голове. Короны сфинксов, не являющиеся частью монолита, были размещены на палубе отдельно. В мае 1832 года скульптуры прибыли в Санкт-Петербург.
В 1830 году был разработан проект создания гранитной набережной на Васильевском острове западнее Исаакиевского наплавного моста. В 1831 году напротив здания Академии художеств архитектором Константином Тоном была спроектирована пристань в классическом «греческом» стиле. По замыслу художника её должны были украшать скульптуры укротителей коней Петра Клодта. Однако цена изготовления статуй в 425 тысяч рублей оказалась слишком велика для Академии художеств. В итоге было решено украсить пристань приобретёнными в Египте сфинксами. Для этого Константин Тон переделал проект, изменив пропорции спуска к воде.
Архитектор Огюст Монферран предложил дополнить пристань колоссальной статуей бога Осириса, «покровителя наук и искусств». Он обязался лично изготовить скульптуру. Однако инициатива Монферрана не нашла поддержки.
Создание пристани началось незадолго до прибытия сфинксов в Санкт-Петербург. Однако строительство затянулось на несколько лет. В результате первые два года сфинксы провели во дворе Академии художеств. Своё место на набережной они заняли лишь в апреле 1834 года. Вероятно, тогда же были смонтированы короны на головах сфинксов.
Изначально фигуры древних чудовищ вызывали у горожан неприятие, однако вскоре пристань со сфинксами стала одним из любимых мест горожан и породила новые городские легенды.

## Исследования памятников

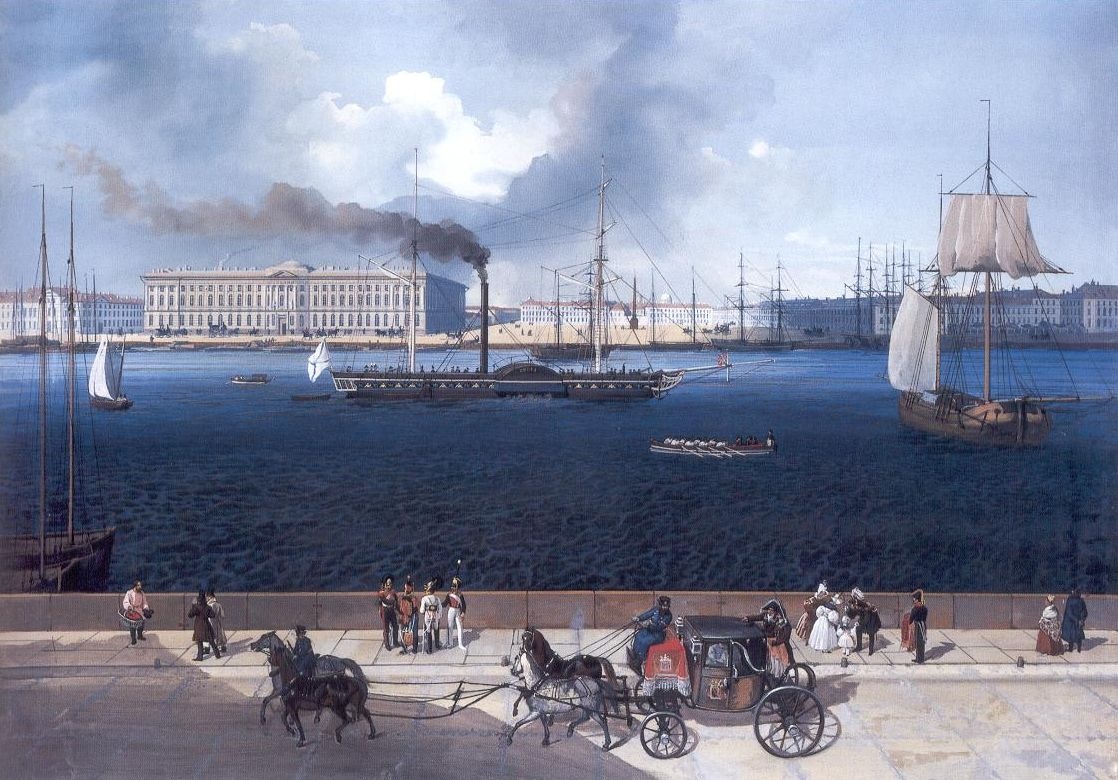
Прусский наследный принц и принцесса прибывают на пароходе «Ижора» в Санкт-Петербург, июнь 1834 года. На заднем плане картины Леопольда Мюллера видно Академию художеств, но ещё нет сфинксов

Первая работа, посвящённая сфинксам и их истории, была выпущена В. В. Струве. Брошюра «Петербургские сфинксы», изданная, как сказано на титульном листе, «по постановлению Русского археологического общества 12 августа 1912 года», с тех пор ни разу не переиздавалась. В. В. Струве сообщает, что архитектор Монферран, заканчивавший в том же 1834 году Александровскую колонну на Дворцовой площади, предлагал изваять и установить между сфинксами колоссальную статую Осириса, но проект пристани был уже утверждён ранее (16 декабря 1831 года) высочайшим указом императора и пересматривать его не стали.
Все исследователи, так или иначе работавшие со сфинксами, включая В. В. Струве и М. Э. Матье, единогласно говорили о том, что сфинксам необходимо другое место, более защищённое от климатических перепадов, загрязнений и влаги; эта проблема является самой насущной в деле сохранения этих памятников и сегодня. В этом свете любопытно содержание документа, обнаруженного И. А. Лапис в архиве Эрмитажа: «в конце дела о коллекции Кастильоне (Ф.1, оп.№ 1, 1826, № 29), имеется никем не подписанная записка на французском языке, в которой предлагается перевезти в Эрмитаж сфинксы Аменхотепа III с набережной Невы и египетские саркофаги из Царскосельской Руины, причём для сфинксов даже указаны места, где их следует поставить, а именно — два зала по сторонам того, в котором была установлена знаменитая ваза из ревневской яшмы и в котором автор записки предлагал разместить все остальные древнеегипетские памятники. Однако этот проект не был принят».
Надписи на сфинксах, кроме тех, которые расположены со стороны Невы, перевёл в 1912 году В. В. Струве. Позже их изучали сначала известный советский египтолог Ю. Я. Перепёлкин, египтолог Е. В. Черезов, а затем российский египтолог В. В. Солкин. Надписи представляют полную титулатуру из пяти имён и эпитетов фараона Аменхотепа III.

## «Восточный» сфинкс

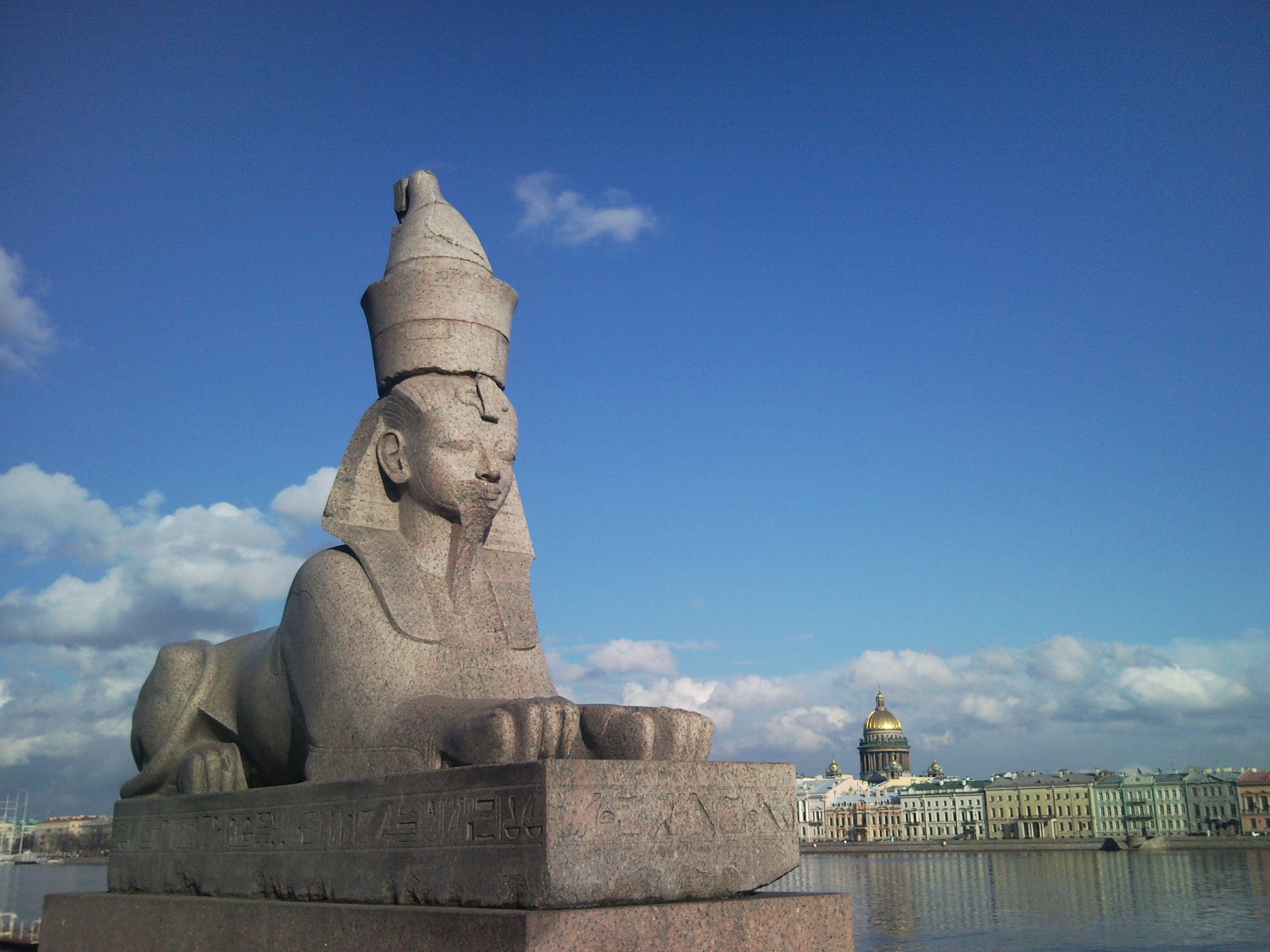
Восточный сфинкс на Университетской наб.

Памятник хорошо сохранился и отличается особенной тщательностью отделки. Отщепы, не мешающие восприятию общего облика сфинкса, имеются на правой части клафта; видимо, именно о них писал В. В. Струве, упоминая о проблемах при погрузке памятника в Александрии; практически сколота борода; отдельные фрагменты отколоты от передней части плинта; утерян фрагмент задней части сфинкса и часть хвоста. Не сохранилась голова урея. Достаточно сильно пострадала корона сфинкса; высокая часть короны дешрет состоит из нескольких частей, отдельные повреждения имеются и на передней части короны хеджет. Длина надписей на плинте сфинкса со стороны набережной — 5,85 м, со стороны Невы — 5,40 м. С задней части плинта сфинкса отколот фрагмент длиной около 60 см, который нёс на себе часть текста, который может быть восстановлен по аналогии.

Надпись со стороны набережной:
«Да живёт Хор, бык мощный, воссиявший в Истине, Обе Владычицы, установивший законы, умиротворивший Обе земли, Хор Золотой, бык царей, повергающий Девять луков, царь Верхнего и Нижнего Египта, владыка Обеих земель Небмаатра, наследник Ра, сын Ра, им возлюбленный, Аменхотеп, властитель Фив, подобие Ра перед Обеими землями, Хор благой, владыка вечности, которому даны жизнь, постоянство, могущество, здоровье; [радуется сердце его подобно Ра, в вечности]».
Надпись со стороны Невы:
«Да живёт Хор, бык мощный, воссиявший в Истине, Обе Владычицы, установивший законы, умиротворивший Обе земли, царь, великий творениями, владыка чудесного, никогда не делалось подобного предками, открытого лишь отцу его, Амону, Владыке престолов Обеих земель, поместивший в сердце знание, подобно Тоту, царь Верхнего и Нижнего Египта, владыка Обеих земель, Неб [маатра, наследник Ра, сын Ра, Аменхотеп, властитель Фив, которому дана жизнь подобно Ра в вечности]».
Надпись на груди и меж лап сфинкса:
«Царь Верхнего и Нижнего Египта, Небмаатра, сын Ра, Аменхотеп, властитель Фив, возлюбленный Амоном-Ра».
Надпись перед лапами сфинкса:
«Да живёт бог благой, Небмаатра, наследник Ра, сын Ра, Аменхотеп, властитель Фив, возлюбленный Амоном-Ра».

## «Западный» сфинкс

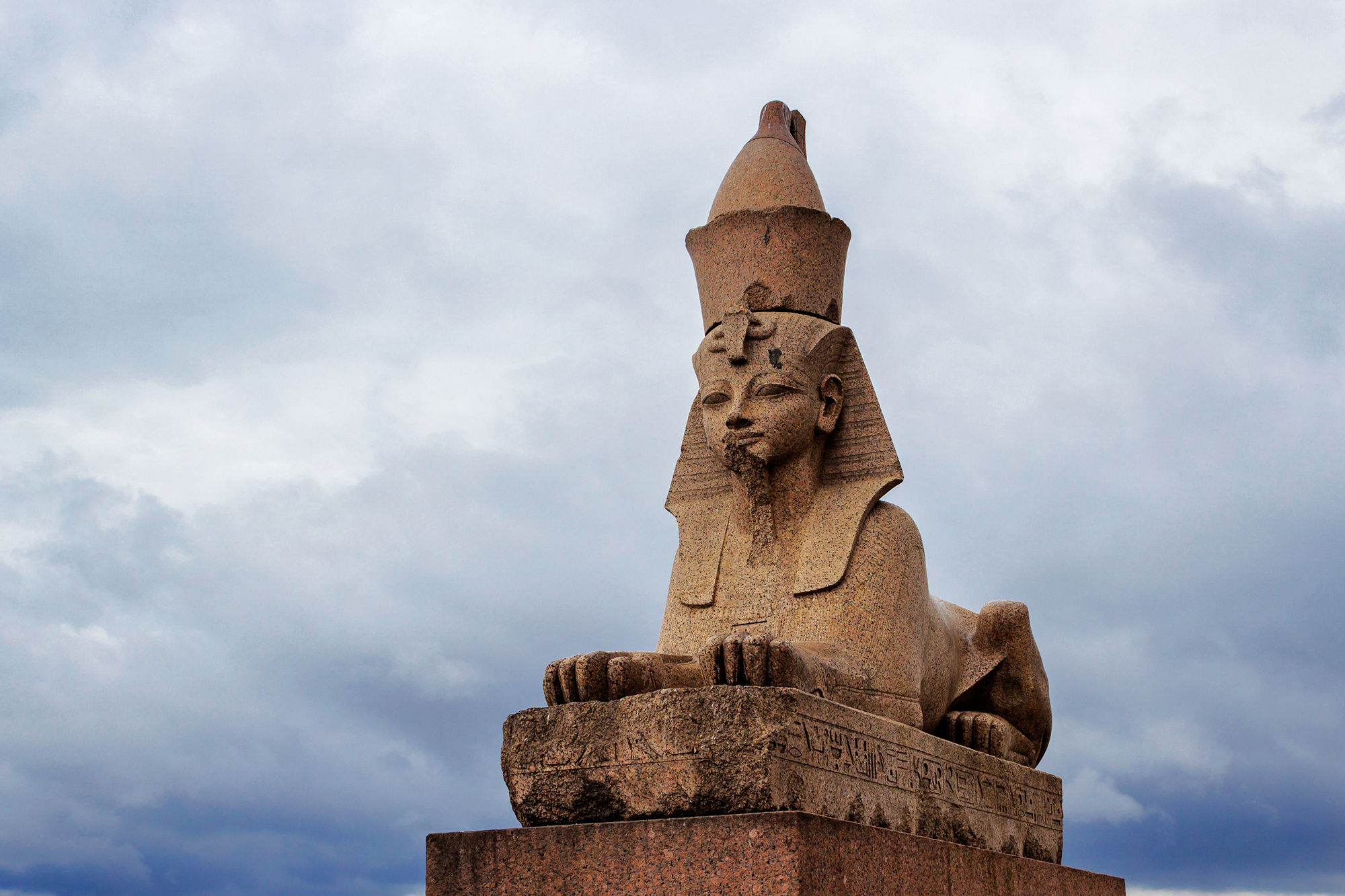
Западный сфинкс на Университетской наб.

Памятник выполнен из менее качественного гранита, хуже сохранился, и, возможно, изготовлен раньше: на нём сохранились следы исправления ошибок скульптора, которые отсутствуют на восточном сфинксе. Мелкие сколы имеются на правой части клафта, утеряны бородка, голова урея. Отдельные небольшие отщепы видны на короне дешрет. Сильные повреждения имеются на передней части плинта; правая часть плинта сильнее всего пострадала от разрушения слабых составляющих гранита. Лицо проработано менее тщательно; на месте зрачков присутствуют скопления тёмных частиц гранита, создающих иллюзию «взгляда» сфинкса. В надписи на плинте сфинкса, в целом сохранившейся несколько лучше, пострадала передняя часть, которая легко восстанавливается по следам иероглифов, как предполагал ещё В. В. Струве. Длина надписи на плинте сфинкса со стороны берега — 6,47 м, со стороны реки — 6,45 м.

Надпись со стороны набережной:
«Да живёт Хор, бык мощный, воссиявший в Истине, Обе Владычицы, великий ужасом в стране всякой чужеземной, Хор золотой, поправший нубийцев, захвативший землю их, царь Верхнего и Нижнего Египта, Небмаатра, наследник Ра, сын Ра, Аменхотеп, властитель Фив, воздающий жертвы творениями, поднимающимися до небес, подобно четырём небесным опорам, владыка Обеих земель, Аменхотеп, властитель Фив, возлюбленный Амоном, именем мощный, которому дана жизнь в вечности, подобно Ра».
Надпись со стороны Невы:
«Да живёт Хор, бык мощный, воссиявший в Истине, Обе Владычицы, установивший законы, умиротворивший Обе земли, Хор золотой, низвергнувший азиатов, поправший ливийцев, царь Верхнего и Нижнего Египта, владыка Обеих земель, Небмаатра, Избранный Ра, сын Ра, им возлюбленный, Аменхотеп, властитель Фив, блистательный творениями, первыми в бесконечности, ликует сердце его вместе с Ка его на престоле, подобно Амону-Ра в вечности».
Надпись на груди и между лап сфинкса:
«Царь Верхнего и Нижнего Египта, Небмаатра, сын Ра, Аменхотеп, властитель Фив, возлюбленный Амоном, владыкой престолов Обеих земель».
Надпись перед лапами сфинкса:
«[Да живёт] бог благой, Небмаатра, наследник Ра, сын Ра, Амен[хотеп], властитель Фив, [возлюбленный] Амоном-Ра».

## Реставрация 2002 года
В 2002 году впервые за всю историю памятников осуществлён уникальный полноценный научный проект по реставрации сфинксов, в результате которого удалось очистить памятники, получить объективную информацию, касающуюся биологического и химического характера загрязнений, предотвратить неизбежные процессы разрушения гранита из-за вредного для древних памятников климата России. Работы по реставрации и консервации сфинксов осуществил коллектив Центра реставрации экологии и культуры Санкт-Петербурга. Руководителями реставрационного проекта выступили Станислав Борисович Щигорец , Сергей Борисович Щигорец и Альбина Аркадьевна Доос — реставраторы, специалисты по сохранению памятников скульптуры, расположенных в пространстве современного города; в экспертную комиссию по анализу состояния памятника вошли профессора Санкт-Петербургского Государственного университета — А. Булах, Д. Власов, А. Золотарев, О. Франк-Каменецкая, а также А. Доос. Проект курировал египтолог В. В. Солкин, под редакцией которого об итогах проекта вышла двуязычная монография, посвящённая сфинксам, их консервации, эпохе Аменхотепа III.

## Влияние
Сфинксы на Университетской набережной стали одним из символов Санкт-Петербурга. Расположенные напротив Академии художеств, они стали излюбленным сюжетом живописцев. В 1835 году художник Максим Воробьёв написал с ними две картины: «Набережная Невы у Академии художеств. Вид пристани с египетскими сфинксами днём» и «Осенняя ночь в Петербурге. Пристань с египетскими сфинксами на Неве ночью». Эту набережную также рисовали Василий Садовников, Степан Галактионов, Фердинанд-Виктор Перро, Иосиф Шарлемань, Пётр Верещагин, Лев Лагорио, Михаил Сажин, Карл Гефтлер, Пётр Львов, Мстислав Добужинский, Григорий Калмыков, Гафур Мендагалиев, Владимир Румянцев и многие другие.
| | |                                                                                            | |                                                                   |
| Набережная Невы у Академии художеств. Вид пристани с египетскими сфинксами днем. М. Н. Воробьёв. 1835. Русский музей | Осенняя ночь в Петербурге. Пристань с египетскими сфинксами на Неве ночью. М. Н. Воробьёв. 1835. Третьяковская галерея | Вид на Академию Художеств с Невы. Л. Ф. Лагорио. 1880. Музей Российской академии художеств | Пристань у Академии художеств в лунную ночь. М. М. Сажин. 1830—1840-е гг.. Музей истории Санкт-Петербурга | Сфинксы на Набережной Невы. К. Э. Гефтлер. 1894. Частное собрание |

Сфинксам на набережной посвящены стихи Владимира Шуфа «Сфинкс», Петра Якубовича «У сфинксов» (1903), Вячеслава Иванова «Сфинксы над Невой» (1907), Александра Блока «Снежная дева» (1907), Валерия Брюсова «Александрийский столп» (1909), Юрия Инге «Полночь» (1941), Николая Евстифеева «Сфинксы» (1971). Образ сфинксов встречается в книге Бориса Вайля «Особо опасный», в песнях групп «ДДТ» («Ленинград») и «Зимовье Зверей» («Джин и Тоник»). Анна Ахматова имела фотографию в позе сфинкса, которую, даря кому-либо, подписывала «от третьего петербургского сфинкса». Сфинксы также фигурируют в фильме «Невероятные приключения итальянцев в России».
В 1995 году, вдохновлённый египетскими образами, Михаил Шемякин создал Памятник жертвам политических репрессий. Сфинксы на набережной изображены на реверсах юбилейных серебряных монет в честь 300-летия основания Санкт-Петербурга (1 рубль, 2003) и 250-летие Академии художеств (3 рубля, 2007), а также почтовых марках, выпущенных в честь данных событий.
|                                                            | |                                        |                                                                          |                                                |
| Памятник жертвам политических репрессий в Санкт-Петербурге | «Историческая серия», 300-летие основания Санкт-Петербурга. Сфинкс у здания Академии художеств, 1 рубль, реверс. | Марка серии «300 лет Санкт-Петербургу» | Монета серии «Искусство», 250-летие Академии художеств. 3 рубля, реверс. | Марка «250 лет Российской академии художеств». |

Пристань со сфинксами была любимым местом Владимира Высоцкого. Согласно городской легенде, он, посещая Ленинград, каждый раз совершал на ней своеобразный «ритуал омовения». Поклонники певца в связи с этим проводят у сфинксов вечера памяти Высоцкого, а также неоднократно пытались установить памятный знак.

## Дискуссии о перемещении
С самого прибытия сфинксов в Петербург начались дискуссии о недопустимости их нахождения в агрессивной влажной атмосфере набережной. Эти взгляды поддерживали и Василий Струве, и Милица Матье.